# 1 Wish
«1 Wish» es una canción de la cantante estadounidense Ava Max, lanzada el 31 de octubre de 2024 a través de Atlantic Records. Escrita por Max, Phia, Rory Adams y sus productores Nick Ruth y Peter Fenn, es su segunda canción navideña después de «Christmas Without You» (2020).

## Presentaciones en vivo
Max interpretó «1 Wish» por primera vez en The Wonderful World of Disney: Holiday Spectacular, que se emitió el 1 de diciembre de 2024 en ABC. También interpretó una versión de «O Holy Night». El 2 de diciembre, volvió a cantar la canción en Jimmy Kimmel Live!.

## Listas
| Litas del 2024                           | Posición más alta |
| ---------------------------------------- | ----------------- |
| Hungría (Editors' Choice Top 40)         | 36                |
| Hot Singles de Nueva Zelanda (RMNZ)      | 14                |
| Polonia (Polish Airplay Top 100)         | 54                |
| Heatseeker de Suecia (Sverigetopplistan) | 5                 |

## Historial de lanzamiento
| Región | Fecha                   | Formato(s)                    | Sello    | Ref.  |
| ------ | ----------------------- | ----------------------------- | -------- | ----- |
| Varios | 31 de octubre de 2024   | Descargar digital y streaming | Atlantic | [ 8 ] |
| Italia | 15 de noviembre de 2024 | Radio airplay                 | Warner   | [ 9 ] |